# داویده موندونیکو
داویده موندونیکو (انگلیسی: Davide Mondonico؛ زادهٔ ۲۵ مهٔ ۱۹۹۷) بازیکن فوتبال است.